# Hoa hậu Trái Đất 2001
Hoa hậu Trái Đất 2001 là cuộc thi Hoa hậu Trái Đất lần đầu tiên, được tổ chức vào ngày 28 tháng 10 năm 2001 tại Nhà hát Trường Đại học Philippines ở Thành phố Quezon, Philippines. Có 42 thí sinh đến từ các quốc gia và vùng lãnh thổ tham dự cuộc thi năm nay. Vương miện đã thuộc về Catharina Svensson, cô sinh viên năm thứ 3 Đại học Luật, người mẫu thời trang đến từ Đan Mạch. Cô được trao vương miện bởi Phó Chủ tịch Tập đoàn Carousel Productions, bà Lorraine Shuck.
Tập đoàn Carousel Productions đã chính thức ra mắt cuộc thi với báo giới vào ngày 3 tháng 4 năm 2001 cùng với việc tìm ra đại diện cho Philippines tại cuộc thi năm nay. Cuộc thi nhận được sự đồng hành của Chương trình Môi trường Liên Hợp Quốc (UNEP),  
Bộ Du lịch Philippines (DoT), Bộ Tài nguyên và Môi trường (DENR), Cơ quan Phát triển Metropolitan Manila (MMDA) và Phát hành toàn cầu của Mỹ để chung tay thực hiện sứ mệnh bảo vệ môi trường. Cuộc thi được giới truyền thông đánh giá rất cao vì mục đích cao cả của mình. Đồng thời, trang web Global Beauties đã xếp cuộc thi vào Top 5 cuộc thi sắc đẹp danh giá nhất thế giới cùng với Hoa hậu Thế giới, Hoa hậu Hoàn vũ, Hoa hậu Quốc tế và Nữ hoàng Du lịch Quốc tế.

Trường Đại học Philippines, địa điểm chính thức diễn ra cuộc thi Hoa hậu Trái Đất 2001.

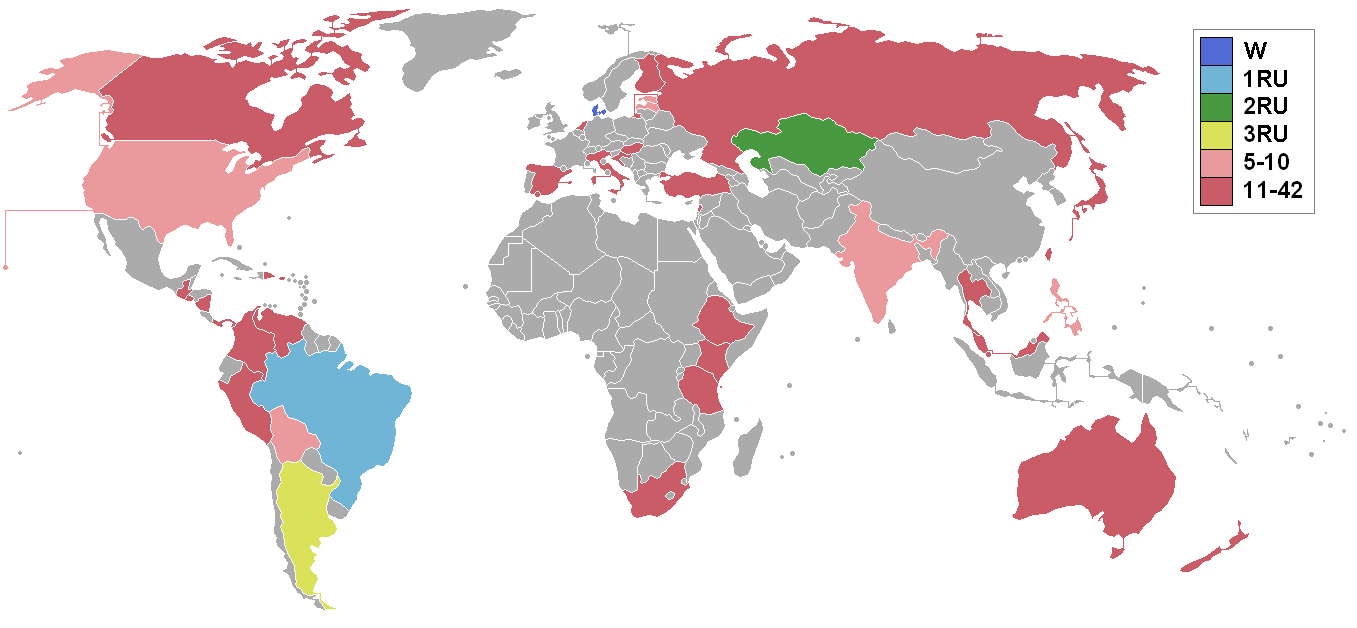
Các quốc gia và lãnh thổ tham gia Hoa hậu Trái Đất 2001 và kết quả

## Xếp hạng

### Các danh hiệu cao nhất
| Kết quả                | Thí sinh |
| ---------------------- | --- |
| Hoa hậu Trái Đất 2001  | - Đan Mạch – Catharina Svensson |
| Hoa hậu Gió (Á hậu 1)  | - Brazil – Simone Régis |
| Hoa hậu Nước (Á hậu 2) | - Kazakhstan – Margarita Kravtsova |
| Hoa hậu Lửa (Á hậu 3)  | - Argentina – Daniela Stucan |
| Top 10                 | - Bolivia – Catherine Villarroel - Estonia – Evelyn Mikomägi - Ấn Độ – Shamita Singha - Latvia – Jelena Keirane - Philippines – Carlene Ang Aguilar - Hoa Kỳ – Abigail Royce |

### Các giải thưởng phụ
| Giải thưởng                      | Thí sinh                          |
| -------------------------------- | --------------------------------- |
| Hoa hậu Thân thiện               | Nhật Bản – Misuzu Hirayama        |
| Hoa hậu Ảnh                      | Argentina – Daniela Stucan        |
| Miss Creamsilk                   | Argentina – Daniela Stucan        |
| Hoa hậu Tài năng                 | Latvia – Jelena Keirane           |
| Trình diễn áo tắm đẹp nhất       | Kazakhstan – Margarita Kravtsova  |
| Trang phục dạ hội đẹp nhất       | Philippines – Carlene Ang Aguilar |
| Miss Close-up                    | Philippines – Carlene Ang Aguilar |
| Trang phục truyền thống đẹp nhất | Ấn Độ – Shamita Singha            |
| Miss Avon                        | Ấn Độ – Shamita Singha            |
| Miss Lux                         | Ấn Độ – Shamita Singha            |
| Miss Ponds                       | Estonia – Evelyn Mikomägi         |

### Thứ tự công bố
| 1. Hoa Kỳ 2. Estonia 3. Ấn Độ 4. Argentina 5. Đan Mạch 6. Latvia 7. Bolivia 8. Kazakhstan 9. Philippines 10. Brazil | 1. Argentina 2. Đan Mạch 3. Brazil 4. Kazakhstan |

## Phần ứng xử hay nhất
Câu hỏi trong phần thi ứng xử của Hoa hậu Trái Đất 2001: "Công nghệ làm cho cuộc sống tiện lợi hơn rất nhiều nhưng nó cũng góp phần gây ra các vấn đề về ô nhiễm môi trường. Vậy bạn sẽ làm gì để tìm ra sự cân bằng giữa công nghệ và bảo vệ Trái Đất?"
Câu trả lời của Hoa hậu Trái Đất 2001: "Tất nhiên, công nghệ làm cho chúng ta gặp nhiều khó khăn trong việc bảo vệ môi trường, nhưng chúng ta có thể làm một điều gì đó để cải thiện việc này. Ví dụ ở Đan Mạch, chúng tôi làm rất nhiều về nghề trồng trọt và chúng tôi thường sử dụng sản phẩm của công nghệ để công việc của chúng tôi dễ dàng hơn. Nhưng điều đó cũng có nghĩa là chúng tôi đã sử dụng rất nhiều chất hoá học, và nó đã lan rộng và ngấm xuống lòng đất, dẫn đến việc ô nhiễm nguồn nước ngầm.
Vì vậy, những gì chúng tôi có thể làm và những gì chúng tôi đang làm vào lúc này là cố gắng đưa ra các quy định về những hóa chất được phép sử dụng, và đồng thời thực hiện việc kiểm soát nó để chúng tôi có thể sử dụng các hóa chất này ít hơn". - Catharina Svensson, đại diện của Đan Mạch.

## Các thí sinh tham gia cuộc thi
Năm nay có 42 thí sinh:
- Argentina - Daniela Stucan
- Úc - Christy Anderson
- Bolivia - Catherine Villarroel
- Brazil - Simone Régis
- Canada - Michelle Carrie Lillian Weswaldi
- Colombia - Natalia Botero Argote
- Croatia - Ivana Galesic
- Đan Mạch - Catharina Svensson
- Cộng hòa Dominican - Catherine Núñez
- El Salvador - Grace Marie Zabaneh Menéndez
- Estonia - Evelyn Mikomägi
- Ethiopia - Nardos Tiluhan Wondemu
- Phần Lan - Martina Kortelampi
- Gibraltar - Charlene Ann Figueras
- Guatemala - Carmina Elizabeth Paz Hernández
- Hungary - Krisztina Kovacs
- Ấn Độ - Shamita Singha
- Ý - Monica Rosetti
- Nhật Bản - Misuzu Hirayama
- Kazakhstan - Margarita Kravtsova
- Kenya - Aqua Bonsu
- Latvia - Jelena Keirane
- Liban - Adelle Raymond Boustany
- Malaysia - Joey Tan Eng Li
- Hà Lan - Jamie-Lee Huisman
- New Zealand - Abbey Flynn
- Nicaragua - Karla José Leclair Monzón
- Panama - Aliana Khan
- Peru - Paola Barreda Benavides
- Philippines - Carlene Ang Aguilar
- Puerto Rico - Amaricelys Reyes Guzmán
- Nga - Victoria Bonya
- Singapore - Calista Ng Poh Li
- Nam Phi - Inecke van der Westhuizen
- Tây Ban Nha - Noemi Caldas Ortiz
- Đài Loan - Hsiu Chao-Yun
- Tanzania - Hilda Bukozo
- Thái Lan - Victoria Wachholz
- Thổ Nhĩ Kỳ - Gozde Bahadir
- Hoa Kỳ - Abigail Royce
- Venezuela - Lirigmel Ramos
- Zanzibar - Sheena Nanty

## Chú ý

### Không tham dự
- Antigua và Barbuda - Janil Bird
- Bỉ - Caroline Costermans

### Tham gia các cuộc thi khác
Các thí sinh tham gia các cuộc thi sắc đẹp quốc tế khác:
| Hoa hậu Hoàn vũ - 2000: Estonia - Evelyn Mikömagi (Top 10) - 2001: El Salvador - Grace Marie Zabaneh - 2007: Argentina - Daniela Stucan Hoa hậu Thế giới - 1996: Canada - Michelle Carrie Lillian Weswaldi - 2000: Argentina - Daniela Stucan - 2000: Kazakhstan - Margarita Kravtsova (Top 5) - 2005: Philippines - Carlene Ang Aguilar (Top 15) Hoa hậu Quốc tế - 2000: Bolivia - Catherine Villarroel Márquez - 2004: Latvia - Jelena Keiran (Top 15) | Hoa hậu Liên lục địa - 2001: Canada - Michelle Carrie Lillian Weswaldi Reina Sudamericana - 2002: Argentina - Daniela Stucan Reinado Internacional del Café - 2001: Argentina - Daniela Stucan (Á hậu 4) Hoa hậu Châu Âu - 2003: Latvia - Jelena Keiran Hoa hậu Quốc tế Trung Quốc - 2004: Philippines - Carlene Ang Aguilar (Á hậu 2, Miss Radiant Smile) Miss Oktoberfest - 1996: Canada - Michelle Weswaldi (đại diện cho Toronto) |